# بهروش
بهروش رمزها  «BR»  (بالإنجليزية: Bharuch)‏  ، هو تقسيم إداري لدولة الهند تتبع ولاية غوجارات (بالإنجليزية: Gujarat)‏  ،  مركزها هو مدينة بهروش  (بالإنجليزية: Bharuch)‏  عدد سكانها حسب تعداد سنة 2001 هو  1,370,104 ، مساحتها  6,524 كم²    وكثافة السكان   210 لكل كم² .

## أعلام
- أحمد باتل